# Jean-Baptiste de Caux de Blacquetot
Jean-Baptiste de Caux de Blacquetot (24 de maio de 1723-1793) foi um tenente-general francês.
Irmão de Pierre-Jean de Caux de Blacquetot, Jean-Baptiste de Caux de Blacquetot, esteve em 1745 na batalha de Fontenoy, e depois na tomada da vila e cidadela de Tournai.
Casou-se em 1767 em Versalhes com Marie Hippolyte Thierry. Foi pai de Louis-Victor de Caux de Blacquetot.